# Charles Harrelson
Charles Voyde Harrelson (23. juli 1938 - 15. marts 2007) var en amerikansk lejemorder og del af organiseret kriminalitet, der blev dømt for at have myrdet forbundsdommer John H. Wood Jr., som var den første føderale dommer til at blive dræbt i det 20. århundrede. Charles Harrelson var far til skuespillerne Brett og Woody Harrelson foruden Jordan Harrelson.

## Privatliv
Charles Harrelson blev født den 23. juli 1938 i Lovelady, Texas, søn af Alma Lee Sparks (1907–2002) og Voyde Harrelson (1901–1976).
Harrelson var gift fire gange - først med Nancy Hillman Harrelson, så Diane Lou Oswald, Jo Ann Harrelson og til sidst Gina Adelle Foster. Harrelson arbejdede som encyklopædi-sælger i Californien og som professionel gambler. I 1960 blev han dømt for væbnet røveri. Harrelson indrømmede, at han havde været involveret i snesevis af mord fra begyndelsen af 1960'erne.

Harrelson fik tre børn med Diane Lou Oswald, herunder sønnen Woody Harrelson, der blev født på Harrelsons 23 års fødselsdag. Ifølge Woody Harrelson forsvandt Harrelson fra familiens hjem i 1968 og efterlod konen Diane til at opdrage deres tre børn. Woody Harrelson mistede kontakten til sin far frem til 1981, hvor nyhederne kunne bringe nyheden om Harrelsons arrestation for mordet på dommer Wood. Under et interview i november 1988 afslørede Woody Harrelson, at han regelmæssigt besøgte sin far i fængslet, selvom han dog havde blandede følelser for ham og sagde:
Min far er en af de mest velformulerede, mest belæste, mest charmerende mennesker, jeg nogensinde har kendt. Alligevel afvejer jeg lige nu, om han fortjener min loyalitet eller mit venskab. Jeg ser på ham som en, der kunne være en ven mere end en, der kunne være en far.

## Mordet på Alan Harry Berg
Forsvaret af Percy Foreman, blev Harrelson sigtet for mordet på Alan Harry Berg  (som relation har til radio-DJ'en Alan Berg fra Denver, som senere blev myrdet af hvide supremacister).   Den 22. september 1970 blev han frikendt af en jury i Angleton, Texas.  Mordet er beskrevet i memoiren Run Brother Run af offerets bror, David Berg. 

## Mordet på Sam Degelia
Harrelson blev dømt for lejemordet på Sam Degelia Jr., bosat i Hearne, Texas i 1968. Harrelson blev betalt $2.000 (svarende til $15.000 i 2020) for mordet på Degelia, en kornhandler og far til fire, der blev dræbt i McAllen, Texas.  I hans første retssag kørte juryen fast,  og selvom Pete Scamardo også var sigtet i sagen, blev Harrelson fundet medskyldig til mordet,  og idømt syv års fængsel.   Harrelsons retssag blev genoptaget i 1973, hvor han blev idømt 15 års fængsel.  I 1978, efter at have afsonet fem år, blev han prøveløsladt for god opførsel. 

## Mordet på dommer John H. Wood Jr.
Kort efter sin prøveløsladelse i 1978, blev Harrelson og hans daværende kone, Jo Ann, impliceret i endnu et mord. Den 29. maj 1979 blev den amerikanske forbundsdommer John H. Wood Jr. skudt og dræbt på parkeringspladsen uden for hans hus i San Antonio, Texas.  Harrelson blev dømt for at have dræbt Wood mod betaling af narkohandleren Jamiel Chagra fra El Paso, Texas. Chagra skulle oprindeligt have mødt dommer Wood - kaldet "Maximum John" på grund af hans ry for at afgive lange straffe for narkotikaforseelser - i retssalen på morddagen, men retssagen var blevet forsinket. 
Harrelson blev anholdt, efter der var blevet ringet til politiet, fordi han gik og skød tilfældigt mod hallucinerede FBI-agenter han så i en narkotikarus. Ved hjælp af et anonymt tip og en båndoptagelse af en samtale fra et besøg hvor Joe Chagra besøger sin bror, Jamiel Chagra, i fængslet, blev Harrelson anklaget for dommer Woods drab. Harrelson hævdede under retssagen, at han ikke dræbte dommer Wood, men tog kun æren for det, så han kunne kræve en stor betaling fra Chagra.
Harrelson blev idømt to livsvarige fængslinger, der hovedsageligt var baseret på Chagars samtale med sin bror fra fængslet. Både Harrelson og Joe Chagra var impliceret i attentatet, og Chagra modtog en ti-årig dom som led i en appel om at vidne for anklagemyndigheden, men ikke mod sin bror. På grund af mangel fra Joes vidnesbyrd blev Jamiel Chagra frikendt for drabet. Jamiel blev forsvaret af kommende borgmester i Las Vegas, Oscar Goodman, som dengang var offentlig forsvarer. I en appelforhandling indrømmede Jamiel sin rolle i mordet på dommer Wood og i drabsforsøget på en amerikansk advokat. Harrelsons kone, Jo Ann, blev dømt til på hinanden følgende fængslinger på i alt 25 år på grund af flere domme for sammensværgelse og mened i forbindelse med attentatet. 
I 2003 tilbagetrak Chagra sine tidligere udtalelser og sagde, at en anden end Harrelson havde skudt dommer Wood. Harrelsons søn, Woody, forsøgte derefter at få sin fars skyldighedserklæring omstødt for at få en ny retssag, dog uden held.  Chagra døde i juli 2008 af kræft. 

## Beskyldninger om involvering i mordet på John F. Kennedy
I september 1980 overgav Harrelson sig til politiet efter en seks timers duel, hvor han angiveligt var høj på kokain. Under duellen truede han med selvmord og sagde, at han havde dræbt både dommer Wood og præsident John F. Kennedy. I et tv-interview efter anholdelsen sagde Harrelson: ”Samtidig med at jeg sagde, at jeg havde dræbt dommeren, sagde jeg også, at jeg havde dræbt Kennedy, hvilket måske kunne give dig et praj om min sindsstilstand." Han sagde, at de udsagn, der blev sagt under duellen, var "et forsøg på at forlænge mit liv." 
Joseph Chagra vidnede senere under Harrelsons retssag, og hævdede, at Harrelson havde skudt Kennedy og tegnede kort for at vise, hvor han havde gemt sig under attentatet. Chagra sagde, at han ikke troede på Harrelsons påstand, og AP rapporterede, at FBI "tilsyneladende diskonterede enhver involvering fra Harrelson i Kennedy-attentatet."  Ifølge Jim Marrs' bog Crossfire fra 1989, menes Harrelson at være den yngste og højeste af de "Three Tramps", som er en gruppe af tre mænd som umiddelbart efter mordet på præsidenten, blev eskorteret bort af politiet og som mange konspirationsteoretikere mener var involveret i mordet.  Marrs udtalte, at Harrelson var involveret "med andre kriminelle forbundet til efterretningsagenturer og militæret" og hentydede, at han var forbundet med Jack Ruby gennem Russell Douglas Matthews, en tredjepart med forbindelser til organiseret kriminalitet, som var kendt af både Harrelson og Ruby.  Lois Gibson, en kendt retsmedicinsk kunstner, sammenlignede fotografier af Harrelson med fotografierne af den yngste af de tre "Tramps".  

## Flugtforsøg
Den 4. juli 1995 forsøgte Harrelson og to andre indsatte, Gary Settle og Michael Rivers, at flygte fra Atlanta Federal Penitentiary ved hjælp af et hjemmelavet reb. Et advarselsskud blev affyret mod dem fra fængslets tårn, og trioen overgav sig.  Harrelson blev efterfølgende overført til Supermax fængslet ADX Florence i Colorado. I et brev til en ven skrev Harrelson, at han nød sit liv inde i den strenge sikkerhedsfacilitet og skrev, at "der faktisk ikke er nok timer i døgnet til mine behov . . . Stilheden er vidunderlig. " 

## Død
Den 15. marts 2007 blev Harrelson fundet død i sin celle, da han, i en alder af 68 år, døde af et hjerteanfald.  

## Medier
En podcast med 10 afsnit med titlen Son of a Hitman  blev udgivet den 5. maj 2020 af Spotify Studios i partnerskab med Tradecraft Media og i forbindelse med High Five Content. Det er produceret og hostet af journalisten Jason Cavanagh og undersøger legitimiteten af de tre mordanklager, Charles Harrelson blev forsøgt for, samt muligheden for, at han kan have været involveret i mordet på præsident John F. Kennedy. 